# Angeline Flor Pua
Angeline Flor Pua (Amberes, Bélgica 17 de abril de 1995)
es una campeona belga del concurso de belleza que se coronó Miss Bélgica 2018. Representó a Bélgica en Miss Mundo 2018 y posteriormente en Miss Universo 2019  celebrado el 8 de diciembre en Atlanta, Georgia, Estados Unidos donde no logró clasificar al grupo de finalistas.

## Vida y carrera

### Primeros años
Flor Pua nació en Amberes el 17 de abril de 1995. Su padre es chino-filipino, mientras que su madre es filipina y trabaja en una tienda de planchado.
Ella se crio en el distrito de Borgerhout, y está estudiando para convertirse en piloto.

## Concurso de Belleza
En 2016, fue coronada Miss Filipinas Europa 2016. Más tarde, fue coronada Miss Antwerp 2018 el 17 de septiembre de 2017 en De Panne. Como Miss Antwerp, obtuvo el derecho de competir en Miss Bélgica 2018. Luego fue coronada Miss Bélgica 2018 y ahora representará a Bélgica en las competiciones Miss Mundo 2018 y Miss Universo 2019.